# 佟图赖
佟图赖（穆麟德轉寫：tung tulai；1606年—1658年），初名盛年。初隶汉军正蓝旗下，任汉军正蓝旗都统。后改隶满洲镶黄旗。佟养真（清代避讳改称佟养正）之子，康熙帝外祖父。卒於順治十五年，赐祭葬，赠少保，仍兼太子太保，谥勤襄。

## 生平
先世為女真人，世居佟佳以地為氏，佟氏家族汉化很深，天聪五年随清太宗皇帝出征大凌河，以從征有功晉二等車都尉。崇徳三年授兵部右参政。崇徳五年從睿親王多爾袞圍錦州取白官兒屯䑓。六年随鄭親王濟爾哈朗復圍錦州取金塔口三䑓。七年攻松山城，晉一等輕車都尉。康熙间，以孝康章王后推恩所生，赠一等公，并命改隶满洲镶黄旗。世宗即位，诰赠太师，追封佟养正一等公，谥忠烈。二年敕建专祠，春秋祭祀，御书祠额：功宗元祀。

## 家庭
父: 佟養真
兄：佟丰年
長子:佟國紀
次子:佟國綱
三子:佟國維
女:孝康章皇后